# Liste des codes postaux canadiens débutant par N
| Flag of Canada | Codes postaux canadiens |    |    |    |    |    |    |    |    |    |    |    |    |    |    |       |    |
| \| NL \| NS \| PE \| NB \| QC \| QC \| QC \| ON \| ON \| ON \| ON \| ON \| MB \| SK \| AB \| BC \| NU/NT \| YT \| \| A \| B \| C \| E \| G \| H \| J \| K \| L \| M \| N \| P \| R \| S \| T \| V \| X \| Y \| |                         |    |    |    |    |    |    |    |    |    |    |    |    |    |    |       |    |
| NL | NS                      | PE | NB | QC | QC | QC | ON | ON | ON | ON | ON | MB | SK | AB | BC | NU/NT | YT |
| A | B                       | C  | E  | G  | H  | J  | K  | L  | M  | N  | P  | R  | S  | T  | V  | X     | Y  |

## Ouest de l'Ontario- 119RTA
| N0A Ouest du Comté d'Haldimand (Port Dover)                  | N1A Dunnville           | N2A Kitchener Est           | N3A Baden                | N4A Non assigné      | N5A Stratford Nord                                                               | N6A London Nord (UWO)                                                                         | N7A Goderich           | N8A Wallaceburg                                                                   | N9A Windsor (Centre-ville / NO Walkerville)        |
| N0B Comté de Wellington (Elora)                              | N1B Non assigné         | N2B Kitchener Nord-est      | N3B Elmira               | N4B Delhi            | N5B Non assigné                                                                  | N6B London Centre                                                                             | N7B Non assigné        | N8B Non assigné                                                                   | N9B Windsor (Université / South Cameron)           |
| N0C Baie Georgienne, rive sud-ouest (Dundalk)                | N1C Guelph Sud          | N2C Kitchener South Central | N3C Cambridge Nord-est   | N4C Non assigné      | N5C Ingersoll                                                                    | N6C London Sud (Est de Highland] / Nord de White Oaks / Nord de Westminster)                  | N7C Non assigné        | N8C Non assigné                                                                   | N9C Windsor (Sandwich / Ojibway / Ouest de Malden) |
| N0E Comté de Brant et Comté de Norfolk (Ontario) (Waterford) | N1E Guelph Nord         | N2E Kitchener Southwest     | N3E Cambridge Nord-ouest | N4E Non assigné      | N5E Non assigné                                                                  | N6E London (Sud de White Oaks / Centre de Westminster / Est de Longwoods / Ouest de Brockley) | N7E Non assigné        | N8E Non assigné                                                                   | N9E Windsor Sud (Est de Malden)                    |
| N0G Comté de Huron (Wingham)                                 | N1G Guelph Centre       | N2G Kitchener Centre        | N3G Non assigné          | N4G Tillsonburg      | N5G Non assigné                                                                  | N6G London (Sunningdale / Ouest de Masonville / Medway / NE Hyde Park / Est de Fox Hollow)    | N7G Strathroy          | N8G Non assigné                                                                   | N9G Windsor (Roseland)                             |
| N0H Péninsule de Bruce (Wiarton)                             | N1H Guelph Nord-ouest   | N2H Kitchener Centre-nord   | N3H Cambridge Ouest      | N4H Non assigné      | N5H Aylmer                                                                       | N6H London Ouest (Centre de Hyde Park / Oakridge)                                             | N7H Non assigné        | N8H Leamington                                                                    | N9H La Salle Est                                   |
| N0J Comté d'Oxford (Norwich)                                 | N1J Non assigné         | N2J Waterloo Sud-est        | N3J Non assigné          | N4J Non assigné      | N5J Non assigné                                                                  | N6J London Southcrest / Est de Westmount / Ouest de Highland)                                 | N7J Non assigné        | N8J Non assigné                                                                   | N9J LaSalle Ouest                                  |
| N0K Comté de Perth (Mitchell)                                | N1K Guelph Ouest        | N2K Waterloo East           | N3K Non assigné          | N4K Owen Sound       | N5K Non assigné                                                                  | N6K London (Riverbend] / Woodhull / Nord de Sharon Creek / Byron / Ouest de Westmount)        | N7K Non assigné        | N8K Non assigné                                                                   | N9K Tecumseh Centre                                |
| N0L Comté d'Elgin (Dorchester)                               | N1L Guelph Est          | N2L Waterloo Sud            | N3L Paris                | N4L Meaford          | N5L Port Stanley                                                                 | N6L London (Est de Tempo)                                                                     | N7L Chatham Nord-ouest | N8L Non assigné                                                                   | N9L Non assigné                                    |
| N0M Huron (Clinton)                                          | N1M Fergus              | N2M Kitchener Nord-oust     | N3M Non assigné          | N4M Non assigné      | N5M Non assigné                                                                  | N6M London (Jackson / Old Victoria / Bradley / Nord de Highbury)                              | N7M Chatham Sud-est    | N8M Essex                                                                         | N9M Non assigné                                    |
| N0N Comté de Lambton (Forest)                                | N1N Non assigné         | N2N Kitchener West          | N3N Non assigné          | N4N Hanover          | N5N Non assigné                                                                  | N6N London (Sud de Highbury / Glanworth]/ Est de Brockley / SE Westminster)                   | N7N Non assigné        | N8N Tecumseh Outskirts                                                            | N9N Non assigné                                    |
| N0P Kent (Blenheim)                                          | N1P Cambridge South     | N2P Kitchener Sud-est       | N3P Brantford Nord-est   | N4P Non assigné      | N5P St. Thomas North                                                             | N6P London (Talbot / Lambeth / Ouest de Tempo / Sud de Sharon Creek)                          | N7P Non assigné        | N8P Windsor (East Riverside)                                                      | N9P Non assigné                                    |
| N0R Essex (Belle River)                                      | N1R Cambridge Centre    | N2R Kitchener South         | N3R Brantford Centre     | N4R Non assigné      | N5R St. Thomas South                                                             | N6R Non assigné                                                                               | N7R Non assigné        | N8R Windsor (Est de Forest Glade)                                                 | N9R Non assigné                                    |
| N0S Non assigné                                              | N1S Cambridge Sud-ouest | N2S Non assigné             | N3S Brantford Southeast  | N4S Woodstock Centre | N5S Non assigné                                                                  | N6S Non assigné                                                                               | N7S Sarnia Centre      | N8S Windsor (Riverside)                                                           | N9S Non assigné                                    |
| N0T Non assigné                                              | N1T Cambridge Est       | N2T Waterloo Sud-ouest      | N3T Brantford Sud-ouest  | N4T Woodstock Nord   | N5T Non assigné                                                                  | N6T Non assigné                                                                               | N7T Sarnia Sud-ouest   | N8T Windsor (Ouest de Forest Glade / Est de Fontainbleu)                          | N9T Non assigné                                    |
| N0V Non assigné                                              | N1V Non assigné         | N2V Waterloo Nord-ouest     | N3V Brantford Nord-ouest | N4V Woodstock Sud    | N5V London (YXU / Nortd et Est d'Argyle / Est d'Huron Heights)                   | N6V Non assigné                                                                               | N7V Sarnia Nord-ouest  | N8V Tecumseh (YQG)                                                                | N9V Amherstburg                                    |
| N0W Non assigné                                              | N1W Non assigné         | N2W Non assigné             | N3W Caledonia            | N4W Listowel         | N5W London Est (SO Argyle / Hamilton Road)                                       | N6W Non assigné                                                                               | N7W Sarnia Sud-est     | N8W Windsor (South Walkerville / Ouest de Fontainbleu / Walker Farm / Devonshire) | N9W Non assigné                                    |
| N0X Non assigné                                              | N1X Non assigné         | N2X Non assigné             | N3X Non assigné          | N4X St. Marys        | N5X London (Fanshawe / Stoneybrook / Stoney Creek / Uplands / Est de Masonville) | N6X Non assigné                                                                               | N7X Sarnia Nord-est    | N8X Windsor Centre-sud (Ouest de Walkerville / Remington Park)                    | N9X Non assigné                                    |
| N0Y Non assigné                                              | N1Y Non assigné         | N2Y Non assigné             | N3Y Simcoe               | N4Y Non assigné      | N5Y London (Ouest de Huron Heights / Carling)                                    | N6Y Non assigné                                                                               | N7Y Non assigné        | N8Y Windsor Est (Est de Walkerville)                                              | N9Y Kingsville                                     |
| N0Z Non assigné                                              | N1Z Non assigné         | N2Z Kincardine              | N3Z Non assigné          | N4Z Stratford South  | N5Z London (Glen Cairn)                                                          | N6Z Non assigné                                                                               | N7Z Non assigné        | N8Z Non assigné                                                                   | N9Z Non assigné                                    |

| Statistique Canada, recensement de 2001 1. N0G : 81,429 2. N0B : 78,301 3. N0M : 63,915 4. N0P : 56,502 5. N0L : 45,052 | Statistique Canada, recensement de 2001 1. N3E : 45 2. N6L : 371 3. N6N : 830 4. N7W : 995 5. N4V : 1070 |

## Sources
- Géographie - Trouver de l’information par région ou aire géographique, sur Statistique Canada.
- Google Maps (ici un exemple de recherche avec la région de tri d'acheminement N1A)